# Katolička crkva u Grabovici Donjoj
Crkva u Grabovici Donjoj kod Tuzle je rimokatolička crkva. Filijalna je crkva tuzlanske samostanske župe sv. Petra i Pavla.

## Povijest
Građena je od 1988. do 1990. godine.